# Christy Chung
Christy Chung, de son vrai nom Chung Lệ Đề, née le 19 septembre 1970, est une actrice canadienne connue pour ses rôles dans les films hongkongais Mermaid Got Married (en) (1994), The Defender (1994), Love on Delivery (1994) et le film thaïlandais Jan Dara (2001).
Ayant grandi à Brossard dans la banlieue de Montréal et étant de parents vietnamiens, ses langues maternelles sont le français et le vietnamien. Elle apprit ensuite l'anglais, le mandarin, le cantonais et le thaï.
Malgré son succès, elle est cependant peu connue au Québec car elle a réalisé l'essentiel de ses films en Asie et en cantonais.

## Biographie
Durant ses études de tourisme à l'université du Québec à Montréal, elle remporte le concours de Miss Chinese Montreal 1992. Elle se rend ensuite à Hong Kong pour participer à celui de Miss Chinese International 1993 qu'elle remporte malgré le fait de ne connaître aucun mot de chinois. Cela lui ouvre des portes pour lancer sa carrière d'actrice dans le cinéma hongkongais bien que son expérience d'actrice soit extrêmement limitée (un rôle non crédité de dix secondes d'une prostituée mâchant du chewing-gum dans De l'amour et des restes humains de Denys Arcand). Elle a dû choisir entre tenter sa chance à Hong Kong et la proposition de devenir présentatrice de la météo sur Société Radio-Canada, le réseau de télévision gouvernementale francophone du Canada.
Son rôle dans La Mariée aux cheveux blancs 2 (1993) lui apporte une reconnaissance instantanée et elle devient une actrice populaire, apparaissant dans un grand nombre de films, dont certains avec Stephen Chow, ainsi que dans The Defender (1994) avec Jet Li.
Elle donne naissance à une fille en 1998, ce qui a temporairement un effet négatif sur sa carrière en raison du stéréotype répandu selon lequel une mère ne pouvait pas être un symbole sexuel, mais sa carrière se rétablie à partir de 2000 et elle apparaît dans Samsâra (2001) et dans Le Médaillon (2003) avec Jackie Chan. Elle apprend le thaï pour jouer dans Jan Dara (2001) de Nonzee Nimibutr. Le magazine FHM de Singapour l'élit « Femme la plus sexy d'Asie » en 2000.
Elle joue dans Bruce Lee, naissance d'une légende (2010) dans le rôle de la mère de Bruce Lee et est ambassadrice de la marque de produits minceurs Marie France Bodyline, apparaissant sur les panneaux publicitaires.

## Vie privée
Chung se marie avec Glen Ross en 1998, et donne naissance une fille nommée Yasmine à Montréal durant le verglas massif de janvier 1998 dans le Nord-Est de l'Amérique du Nord. Chung et Ross divorcent en 2002 et Chung obtient la garde exclusive de Yasmine.
En 2003, Chung épouse le producteur de musique Jon Yen. Ils ont deux filles, Jaden Chloé, née en août 2008, et Cayla Janie, née en février 2010. Ils divorcent en 2011.
En novembre 2016, Chung épouse l'acteur Shawn Zhang. Elle réside actuellement à Pékin où elle possède un restaurant.

## Filmographie
- Fall in Love at First Kiss (2019)
- Into the Rainbow (2017)
- The Right Mistake (2015)
- Bad Sister (2014)
- The Incredible Truth (2013)
- Better and Better (2013)
- Good-for-Nothing Heros (2012)
- Dear Enemy (2011)
- The Bright Eleven (2010)
- Bruce Lee, naissance d'une légende (2010)
- Hong Kong Express (2005) (TV)
- Astonishing (2004) : Mandy
- Fantasia (2004) : Jane Lam
- Demi-Gods and Semi-Devils (série TV, 2003) : Kang Min
- Le Médaillon (2003) : Charlotte Watson
- Never Again (Lee Soo Young Music Video) (2001) : la mère dans la vidéo
- Samsâra (2001) : Pema
- Jan Dara (2001) : Khun Boonlueang
- Asian Charlie's Angels (2001) (TV)
- Un Baiser volé : Sophia
- Gen-Y Cops (2000) : l'inspectrice Chung
- Conman in Tokyo (2000) : Banana
- Tau mung (2000) : Sophia
- Troublesome Night (1997) : Mme To
- All's Well, Ends Well 1997 (1997) : Petite Shien
- New Mad Mission (1997) : Li Lai-Shen
- The God of Cookery (1996) : la lycéenne
- Tai Chi Boxer (1996) : Rose
- Twinkle Twinkle Lucky Star (1996) : Christie Lee/l'ange des neuf paradis
- Red Wolf (1995) : Lai
- Mack the Knife (1995) : Jamie
- Passion 1995 (1995) : Tina
- Faithfully Yours (1995) : Mlle Tang
- Man Wanted (1995) : Yung
- Love on Delivery (1994) : Lily
- Hail the Judge (1994) : « Manoir de pierre »
- Modern Romance (1994) : Ady
- Mermaid Got Married (1994) : Wong Siu-may, la sirène
- I Wanna Be Your Man (1994) : Ron
- The Defender (1994) : Michelle Yeung
- Whatever You Want (1994) : Pearl Ko
- Perfect Exchange (1993) : Lily
- La Mariée aux cheveux blancs 2 (1993) : Moon